# День пам'яті та перемоги над нацизмом у Другій світовій війні 1939 – 1945 років
День памʼя́ті та перемо́ги над наци́змом у Дру́гій світові́й війні́ 1939–1945 ро́кі́в — державне свято України, яке відзначається щороку 8 травня, починаючи з 2024-го року. Державне свято було встановлено 29 травня 2023 року Верховною Радою України замість Дня перемоги над нацизмом у Другій світовій війні 9 травня, яке припадало в один день з радянським Днем перемоги.
У річницю капітуляції нацистської Німеччини (цю подію заведено розглядати як символ перемоги над нацизмом) в Україні  починаючи з 2016 року до 2023 року вшановувався 8 травня пам'ятний день — День па́м'яті та прими́рення — (па́м'яті жертв Другої світової війни та примирення між країнами-учасниками Другої світової війни). Відповідно до Указу Президента України, підписаного 2015 року, метою відзначення є «гідне вшанування подвигу українського народу, його визначного внеску в перемогу Антигітлерівської коаліції у Другій світовій війні та висловлення поваги всім борцям проти нацизму».
12 червня 2023 року Президент України Володимир Зеленський підписав закон №9278 «Про День пам'яті та перемоги над нацизмом у Другій світовій війні 1939–1945 років».

## Історія
8 травня 1945 року Антигітлерівська коаліція офіційно прийняла «Акт про беззастережну капітуляцію» Збройних сил Нацистської Німеччини, підписаний начальником Оперативного штабу ОКВ генерал-полковником Альфредом Йодлем за дорученням Президента Німеччини Карла Деніца. Акт був підписаний ще 7 травня в місті Реймсі (Франція), однак ратифікований наступного дня у Берліні. З цієї нагоди 8 травня 1945 року в багатьох містах Європи та США були проведені велелюдні святкування.
Резолюцією Генеральної Асамблеї ООН від 22 листопада 2004 року, приуроченою до 60-ї річниці закінчення Другої світової війни в Європі, проголошені присвячені пам'яті жертв цієї війни Дні пам'яті та примирення, що відзначаються 8 та 9 травня.
2015 року вперше в історії України офіційні заходи з нагоди завершення Другої світової війни в Європі та перемоги над нацизмом проходили два дні — 8 й 9 травня. Планувалося, що й надалі в Україні вшанування загиблих розпочинатиметься 8 травня — разом з Європою та світом, і продовжуватиметься традиційно 9 травня.
«День пам'яті та примирення» встановлений Указом Президента Порошенка № 169/2015 «Про заходи з відзначення у 2015 році 70-ї річниці Перемоги над нацизмом у Європі та 70-ї річниці завершення Другої світової війни» від 24 березня 2015 року:.
|  | …з метою гідного вшанування подвигу Українського народу, його визначного внеску у перемогу Антигітлерівської коаліції у Другій світовій війні, висловлення поваги усім борцям проти нацизму, увічнення пам’яті про загиблих воїнів, жертв війни, воєнних злочинів, депортацій та злочинів проти людяності, скоєних у роки війни, посилення турботи про ветеранів війни, учасників українського визвольного руху цього періоду, жертв нацистських переслідувань, утвердження спадкоємності традицій воїнів — переможців нацизму та нинішніх захисників Вітчизни, консолідації суспільства навколо ідеї захисту України…установити в Україні День пам'яті та примирення, який відзначати щороку 8 травня… |

8 травня 2023 року Володимир Зеленський подав законопроєкт у Верховну Раду України, яким пропонує встановити 8 травня День памʼяті та перемоги над нацизмом у Другій світовій війні 1939—1945 років. 29 травня 2023 року Верховна Рада зробила День пам'яті та перемоги над нацизмом у Другій світовій війні 1939—1945 років 8 травня державним святом, скасувавши День перемоги над нацизмом у Другій світовій війні 9 травня..
Офіційне свято перемоги над нацизмом святкується у Європі 8 травня. Окрім того, з 2005 року 8 травня проголошено Генасамблеєю ООН Днем пам'яті та примирення, присвяченим жертвам Другої світової війни.

## Опитування
Згідно з даними дослідження, проведеного Київським міжнародним інститутом соціології (КМІС) у лютому 2024 року, 11 % українців святкує День перемоги як найбільш популярне свято, поки Різдво Христове — 70%, Великдень — 68 % та Новий рік — 47 %. Соціологи зазначають, що у 2010 році День перемоги 9 травня був одним із найважливіших свят, так вважали 58% українців. Проте вже 2021 року важливим святом його вважали лише 30% українців. Падіння популярности Дня перемоги в Україні пояснюється тим, що цей день дуже активно відзначається у Росії як агресивне мілітаристське свято.